# Otto Kirberg

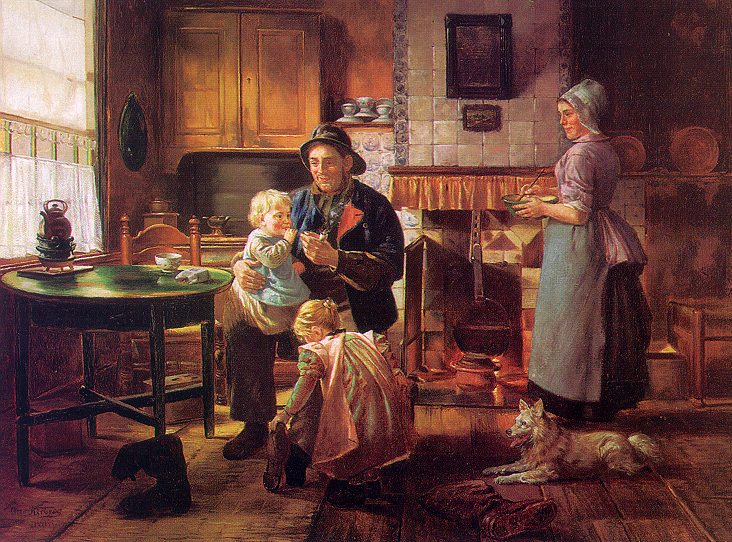
Heimkehr

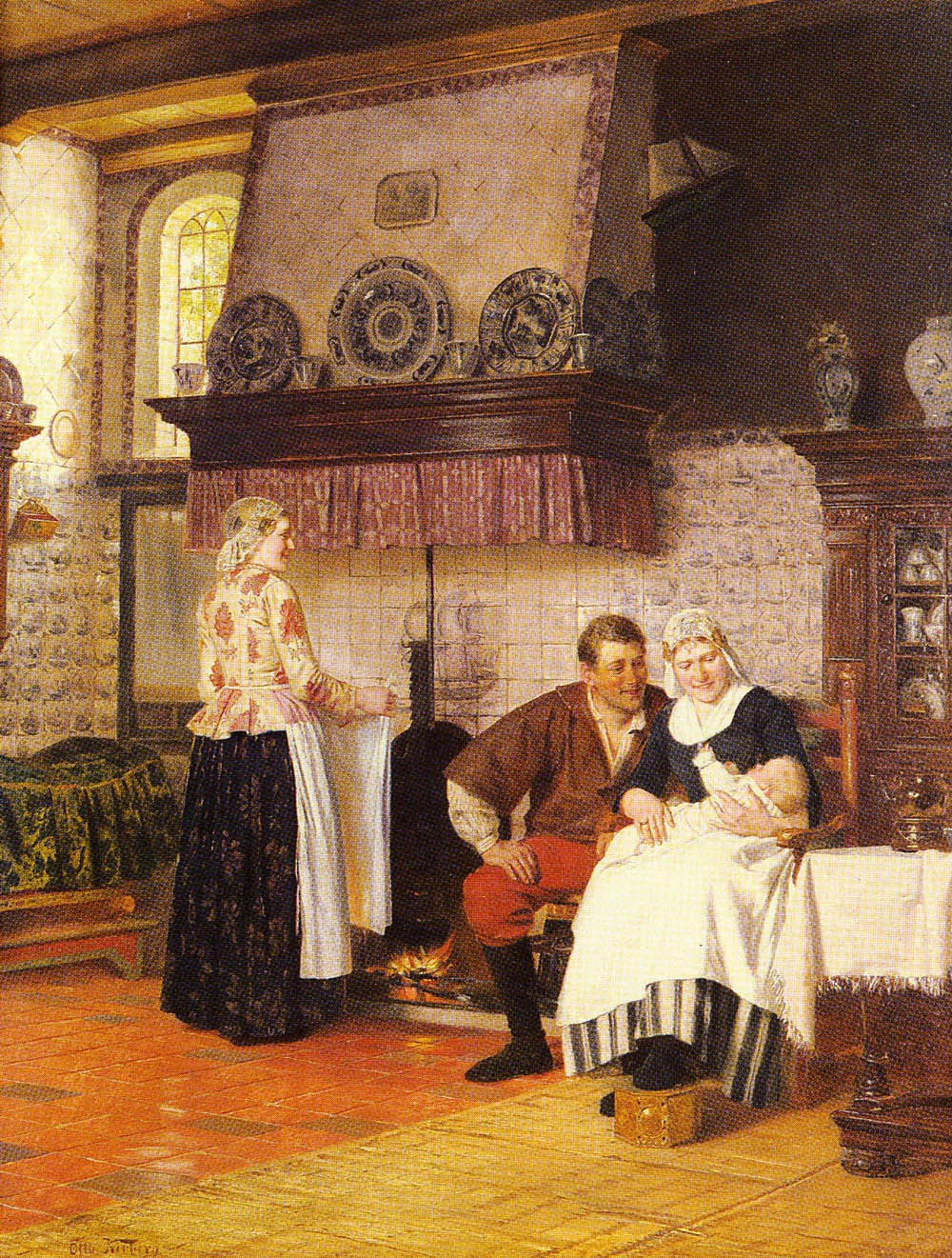
Der Erstgeborene

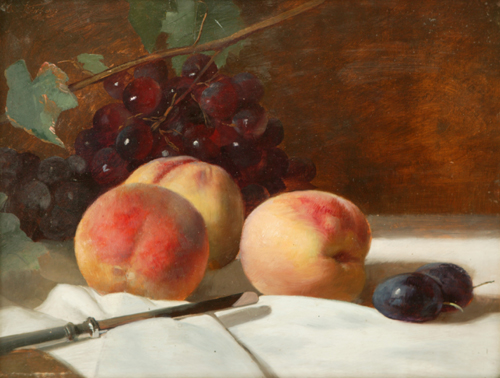
Stillleben

Otto Karl Kirberg (* 16. Mai 1850 in Elberfeld (heute Stadtteil von Wuppertal); † 16. Mai 1926 in Düsseldorf) war ein deutscher Genremaler der Düsseldorfer Schule.

## Leben
Mit 19 Jahren begann Kirberg sein Studium an der Kunstakademie Düsseldorf und wurde dort u. a. Schüler von Oswald Achenbach. Zur Teilnahme am Deutsch-Französischen Krieg unterbrach er sein Studium. Später wurde Kirberg Schüler im Atelier von Wilhelm Sohn, welches sich im „Wunderbau“ in der Pempelforter Straße befand. Gefördert und unterstützt von seinem Lehrer Sohn verließ Kirberg 1879 dessen Atelier und unternahm eine längere Studienreise durch die Niederlande.
Längere Aufenthalte in holländischen Küstenstädten weckten Kirbergs Interesse für die Genremalerei. Neben den Darstellungen von stimmungsvollen Küstenlandschaften thematisierte Kirberg nun immer öfter das einfache entbehrungsreiche Leben der Küstenbewohner. 1876 entstand Das Opfer der See, sein erstes größeres Werk, das von der Nationalgalerie Berlin angekauft wurde. Bei einer Ausstellung im darauffolgenden Jahr wurde dieses Werk mit einer Goldmedaille prämiert.
An seinem 76. Geburtstag starb der Maler Otto Kirberg 1926 in Düsseldorf.

## Werke (Auswahl)
- Das Opfer der See (1876)
- Musikalische Unterbrechung, 1879 ausgestellt im Wunderbau[1]
- Sorgenvolle Stunden (1880)
- Holländisches Fischerpaar am Bett seines kranken Kindes
- Holländische Kirmesszene (1883)